# 熊本市斎場
熊本市斎場（くまもとしさいじょう）は、熊本県熊本市東区にある、熊本市が運営する斎場、火葬場である。

## 所在地
- 熊本県熊本市東区戸島町796

## 施設
- 熊本県内唯一の公営式場が併設されている。
- 現在の施設は1998年に竣工、使用開始されたものである。

### 火葬炉メーカー
- 宮本工業所[1]

### 建物内
- 火葬炉 15基
- 待合室 5室
- 待合ロビー
- 告別室 4室
- 収骨室 4室
- 式場 1室

## 施設利用案内
開場時間
- 午前8時30分 - 午後5時15分（※ただし、通夜で式場を使用する場合はこの限りではない。）

搬入時間
- 午前9時 - 午後3時

休業日
- 1月1日及び熊本市長が必要と認めるとき。

## 葬儀・火葬が行われた有名人
- ばってん荒川（ローカルタレント）（火葬のみ）

## 交通アクセス

### バス
- 九州産交バス子15番系統 中原（空港）バス停から徒歩10分。

### 道路
- 九州自動車道熊本インターチェンジ下車 第一空港線（県道103号）熊本県果実連加工工場の先 中原（空港）バス停手前を右折した所にある。
- 熊本市役所から車で、約35分。
- 保田窪から車で、約10分。
- 熊本空港から車で、約15分。